# 泉州之战 (944年)
泉州之战是944年闽国朱文进政权和殷国之间发生的一场战役。
闽永隆六年（后晋开运元年，殷天德二年）三月十三·乙酉（944年4月8日），闽国拱宸都指挥使朱文进和阁门使連重遇在都城长乐府（今福州）殺闽景宗王曦，朱文進自立為閩王。十一月，泉州散员指挥使留從效率众斩杀朱文進任命的泉州刺史黃紹頗。留從效自稱平賊統軍使，並请殷帝王延政之姪王繼勳主持泉州军府事务，奉殷帝王延政為主，王延政封王继勋为侍中、领泉州刺史，留从效为泉州都指挥使。十二月（944年12月18日－945年1月16日），朱文进听说黄绍颇被杀，非常害怕，以重赏募兵2万，命统军使林守谅和内客省使李廷锷率领这支部队攻打泉州，钲鼓之声相闻达数百里。殷帝王延政派遣大将军杜进领兵2万救援泉州。留从效打开城门，率军在泉州城东北方的瞻迹岭（据传留从效在此观察地形，斟酌军事，后人把“斟酌”读成谐音“瞻迹”，故而得名“瞻迹岭”；今属福建省泉州市洛江区双阳街道）大败福州军，杀死林守谅，俘虏李廷锷。